# フランス・スピリチュアリスム
フランス・スピリチュアリスム（フランス語: spiritualisme français）は、19世紀初め頃から20世紀中頃まで続いたと考えられるフランスの哲学の一流派を指す言葉。フランス・スピリチュアリスムの範囲は完全に明確ではないが、物質に還元されない精神の「自発性」や「働き」を重んじるのが思想的共通点とされる。19世紀後半にはフランス反省哲学（philosophie réflexive）がスピリチュアリスムから分岐した。
ナポレオン帝政時代のデステュット・ド・トラシーやカバニスなどの観念学派（イデオロジー学派）を先行思想とし、同時代の他国のスコットランド常識学派やドイツ観念論の問題意識を一部取り入れつつ、フランス革命による社会の変容やカトリックの信仰の動揺を淵源として生成した思想傾向である。通常「唯心論」と日本語訳することはないので、注意が必要である。

## フランス・スピリチュアリスムの思想家

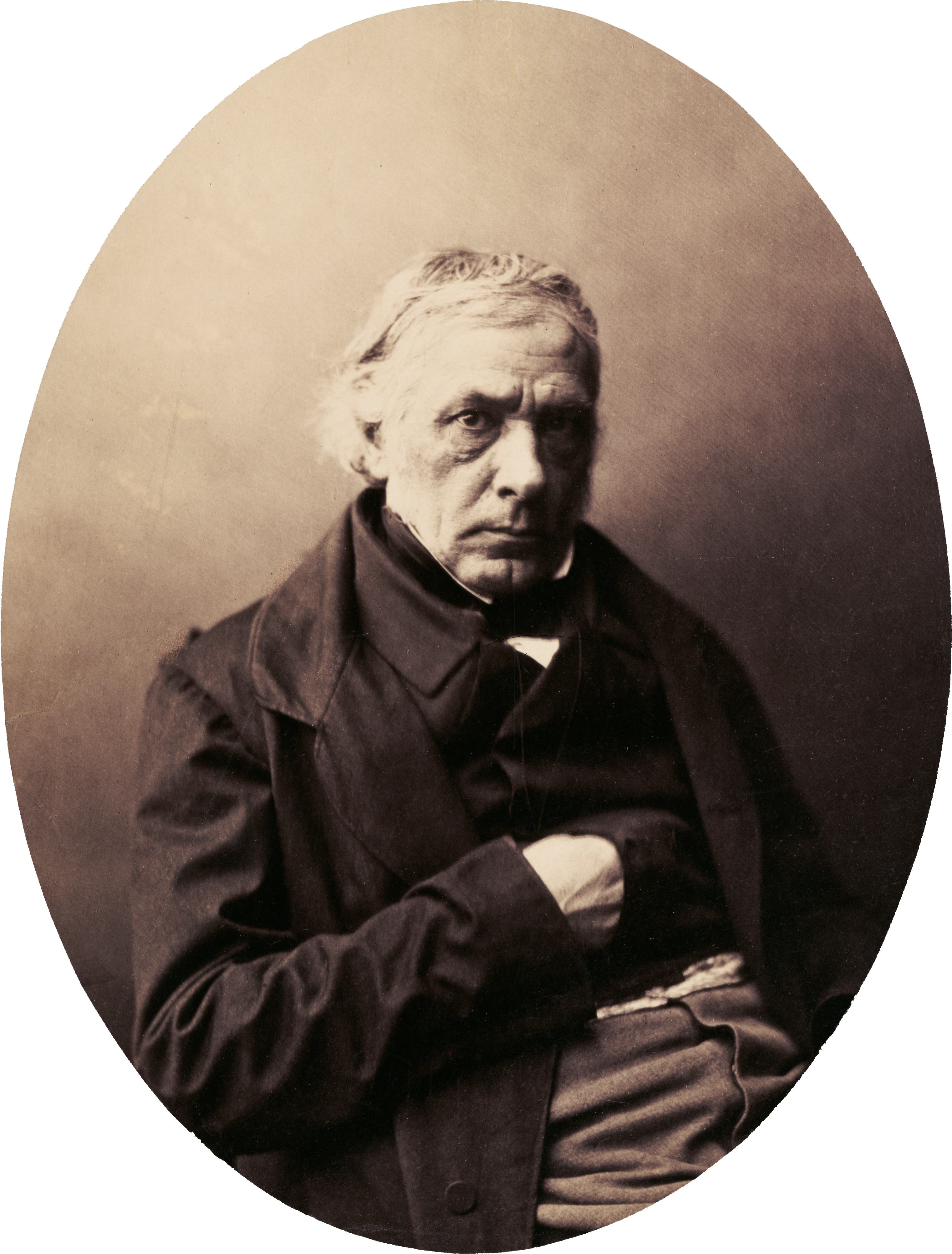
V・クザン

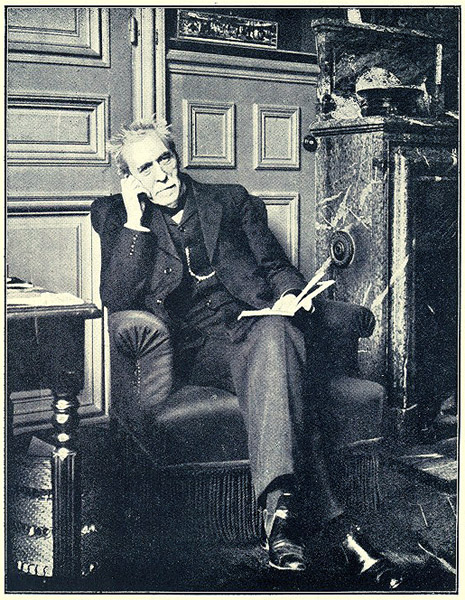
E・ブートルー

- エティエンヌ・ヴァシュロ
- ヴィクトル・クザン
- ロワイエ・コラール
- ポール・ジャネ
- テオドール・ジュフロワ
- ジャン・ダミロン
- ジャン・ナベール
- ジュール・バルテルミー・サン・ティレール
- エミール・ブートルー
- モーリス・ブロンデル
- アンリ・ベルクソン
- メーヌ・ド・ビラン
- フェリックス・ラヴェッソン
- ルイ・ラヴェル
- ジュール・ラシュリエ
- ピエール・ラロミギエール
- ルネ・ル・センヌ